# Козуб Геннадій Анатолійович
Генна́дій Анато́лійович Ко́зуб (нар. 3 липня 1969, Запоріжжя) — арт-менеджер, видавець, колекціонер, галерист, митець. Співзасновник та організатор провідної резиденції сучасного мистецтва в Україні — міжнародного симпозіуму сучасного мистецтва «Бірючий» (2006). Співзасновник ГО «Спілка дослідників сучасного мистецтва» (2008), засновник галереї «Art zebs» (2008), фундатор і шеф-редактор журналу сучасного мистецтва «Biruchiy contemporary art magazine» (2014).
Співзасновник Всеукраїнської асоціації барменів (2001) — національної організації Міжнародної асоціації барменів. Член журі всеукраїнських конкурсів барменів.

## Біографія
Навчався у с/ш № 53 м. Запоріжжя (1976—1986). Пройшов військову службу (1988—1990). Закінчив Запорізький національний технічний університет (2004, факультет транспортних технологій). Живе у Києві (з 2013).
Місця праці: представництво бренду Maruni в Україні (поч. 1990-х, Запоріжжя; засновник), ресторан-казино «Біллі Бонс» (1999—2010, Запоріжжя; співвласник), Всеукраїнська асоціація барменів (з 2001, віце-президент), ГО «Спілка дослідників сучасного мистецтва» (2008—2018 віце-президент, з 2019 президент), галерея «Art zebs» (2008—2009, Запоріжжя; засновник), журнал «Biruchiy contemporary art magazine» (2014—2015, Київ; шеф-редактор).

## Діяльність

### Арт-менеджмент
Восени 2006 Геннадій Козуб став співзасновником міжнародного симпозіуму сучасного мистецтва «Бірючий» на косі Бирючий острів в Азовському морі. Організатором (комісаром симпозіуму) став Г. Козуб, художнім керівником — Володимир Гуліч.
Від часу заснування Геннадій Козуб організовує симпозіум в основній резиденції (Бірючий острів, з 2006; 14 сезонів, 208 художників, 11 арт-груп, 16 країн); у виїзних резиденціях в Україні (Іршанськ Житомирської обл., 2015) і Польщі (Клементовиці Люблінського воєводства, 2016—2017); обмін учасниками з арт-резиденціями в Італії (Б'єлла, 2013—2017) і США (Нью-Йорк, 2017—2018); зйомку фільмів італійськими режисерами на Бірючому острові (2015—2016); виставки проекту в Україні (Запоріжжя, Київ, Коктебель, Харків, Львів, Мелітополь, Хмельницький; з 2006), Канаді (Монреаль, 2013) та Італії (Турин, 2017).
За організаційної участі Г. Козуба відбулися етно-електронний фестиваль Biruchiy Fest (2016), освітній захід Biruchiy Art School (Польща, 2017).

### Видавнича діяльність
Видав 10 каталогів симпозіуму (2006—2019). Організував видання журналу «Biruchiy contemporary art magazine» (2014—2015, 5 номерів).

### Колекція
Колекціонує з поч. 1990-х. Геннадій Козуб посідає 29 місце рейтингу колекціонерів українського сучасного мистецтва за версією журналу «Forbes Україна». У колекції близько 100 творів (на 2015): живопис, графіка, скульптура, фотографія. Твори експонувалися на ретроспективній виставці до 10-річчя симпозіуму «Бірючий» (Київ, 2015).

### Творчість
Займається живописом, графікою, арт-об'єктами, фотографією. У творчості іронічно рефлексує з приводу актуальних проблем сучасності. Роботи зберігаються у приватних колекціях в Україні, Росії, Німеччині, Швейцарії, Канаді, США, Японії.
Учасник міжнародного арт-проекту «Діти Йозефа Бойса» (Крим—Київ—Львів—Люблін—Хортиця, 2004—2005). Брав участь у групових виставках у Києві (2014), Одесі (2014), Женеві (Швейцарія, 2015). Картини митця, виставлені у женевській галереї Artvera's, репродукували київські видання «Українська правда», «Kyiv Post», «Комсомольская правда в Украине», «Новое Время», із зарубіжних — «VIDIA» (Чикаго, США), «Сноб» (Москва).

## Інтерв'ю
1. Естеркіна, І. Геннадій Козуб: Пройтися по піску босим… («Хто ти є?» «Бірючий-008») [Архівовано 2 Липня 2019 у Wayback Machine.]. Миг по выходным. 29 серпня 2008. (рос.)
2. Сирчина, М. «Ви унікальні не тільки у вашій країні. В Європі такого теж немає» [Архівовано 2 Липня 2019 у Wayback Machine.]. Факты и комментарии. 11 січня 2014. (рос.)
3. Рублевська, Р. Геннадій Козуб: «Мета Бірючого залишається незмінною: обмін творчою енергією, знаннями, досвідом» [Архівовано 2 Липня 2019 у Wayback Machine.]. Art Ukraine. 26 липня 2016. (рос.)
4. Симпозіум «Бірючий» і проект «Глобальні українці» [Архівовано 2 Липня 2019 у Wayback Machine.]. Радио Вести. 20 червня 2016. (рос.)
5. Ференс, Л., Славінська, І. Простір свободи для художників — Бірючий острів [Архівовано 2 Липня 2019 у Wayback Machine.]. Громадське радіо. 13 грудня 2016.